# Bersirc
Bersirc – opensourcowy klient sieci IRC przeznaczony dla systemów Windows (wersje dla Linuksa i Mac OS X są aktualnie w przygotowaniu). Program wykorzystuje Lucid Toolkit, który dostarcza interfejs dla natywnego systemu tworzenia okien i widgetów na wszystkich systemach operacyjnych. Porty na Microsoft .NET oraz Qt także były planowane. Obecna wersja Bersirca to 2.2.14. Aplikacja została wydana na licencji GNU Lesser General Public License.

## Historia
Bersirc został napisany w Delphi przez Jamiego Fratera w roku 1999 jako podobny do Klienta i HydraIRCa klient IRC-owy tylko dla systemu Windows. Niestety po pewnym czasie rozwój programu uległ stagnacji. Dopiero 10 lutego 2004 roku Nicolas Copeland kupił kod źródłowy Bersirca i udostępnił go na wolnej licencji.